# Kabinet-Klaus I
De Oostenrijkse Bondsregering-Klaus I trad op 2 april 1964 aan en regeerde tot 19 april 1966 (demissionair vanaf 25 oktober 1965). Het kabinet was een coalitie van de christendemocratische Österreichische Volkspartei (ÖVP) en de sociaaldemocratische Sozialistische Partei Österreichs (SPÖ). Het was de laatste Große Koalition (Grote Coalitie) van christendemocraten en sociaaldemocraten waarbij de eerste partij de grootste coalitiepartner was.
Het kabinet kwam tot stand nadat Alfons Gorbach als bondskanselier werd vervangen door zijn partijgenoot Josef Klaus.
| Bondsminister             | Ambtsdrager                                                              | Partij  | Staatssecretaris                            |
| ------------------------- | ------------------------------------------------------------------------ | ------- | ------------------------------------------- |
| Bondskanseliersambt       | Bondskanselier: Josef Klaus Vicekanselier: Bruno Pittermann              | ÖVP SPÖ |                                             |
| Binnenlandse Zaken        | Franz Olah (tot 21 september 1964) Hans Czettel (v.a. 21 september 1964) | SPÖ     | Franz Soronics (ÖVP)                        |
| Justitie                  | Christian Broda                                                          | SPÖ     | Franz Hetzenauer (ÖVP)                      |
| Onderwijs                 | Theodor Piffl-Percevic                                                   | ÖVP     |                                             |
| Sociale Zekerheid         | Anton Proksch                                                            | SPÖ     |                                             |
| Financiën                 | Wolfgang Schmitz                                                         | ÖVP     |                                             |
| Land- en Bosbouw          | Karl Schleinzer                                                          | ÖVP     |                                             |
| Handel en Wederopbouw     | Fritz Bock                                                               | ÖVP     | Eduard Weikhart (SPÖ) Vinzenz Kotzina (ÖVP) |
| Verkeer en Elektrificatie | Otto Probst                                                              | SPÖ     |                                             |
| Landsverdediging          | Georg Prader                                                             | ÖVP     | Otto Rösch (SPÖ)                            |
| Buitenlandse Zaken        | Bruno Kreisky                                                            | SPÖ     | Carl Heinz Bobleter (ÖVP)                   |

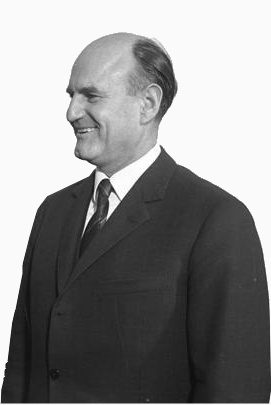
Bondskanselier Josef Klaus (ÖVP)
Vice-kanselier Bruno Pittermann (SPÖ)

Renner · Figl I · Figl II · Figl III · Raab I · Raab II · Raab III · Raab IV · Gorbach I · Gorbach II · Klaus I · Klaus II · Kreisky I · Kreisky II · Kreisky III · Kreisky IV · Sinowatz · Vranitzky I · Vranitzky I · Vranitzky III · Vranitzky IV · Vranitzky V · Klima · Schüssel I · Schüssel II · Gusenbauer · Faymann I · Faymann II · Kern · Kurz I · Bierlein · Kurz II · Schallenberg · Nehammer · Stocker